# Vattkoppor

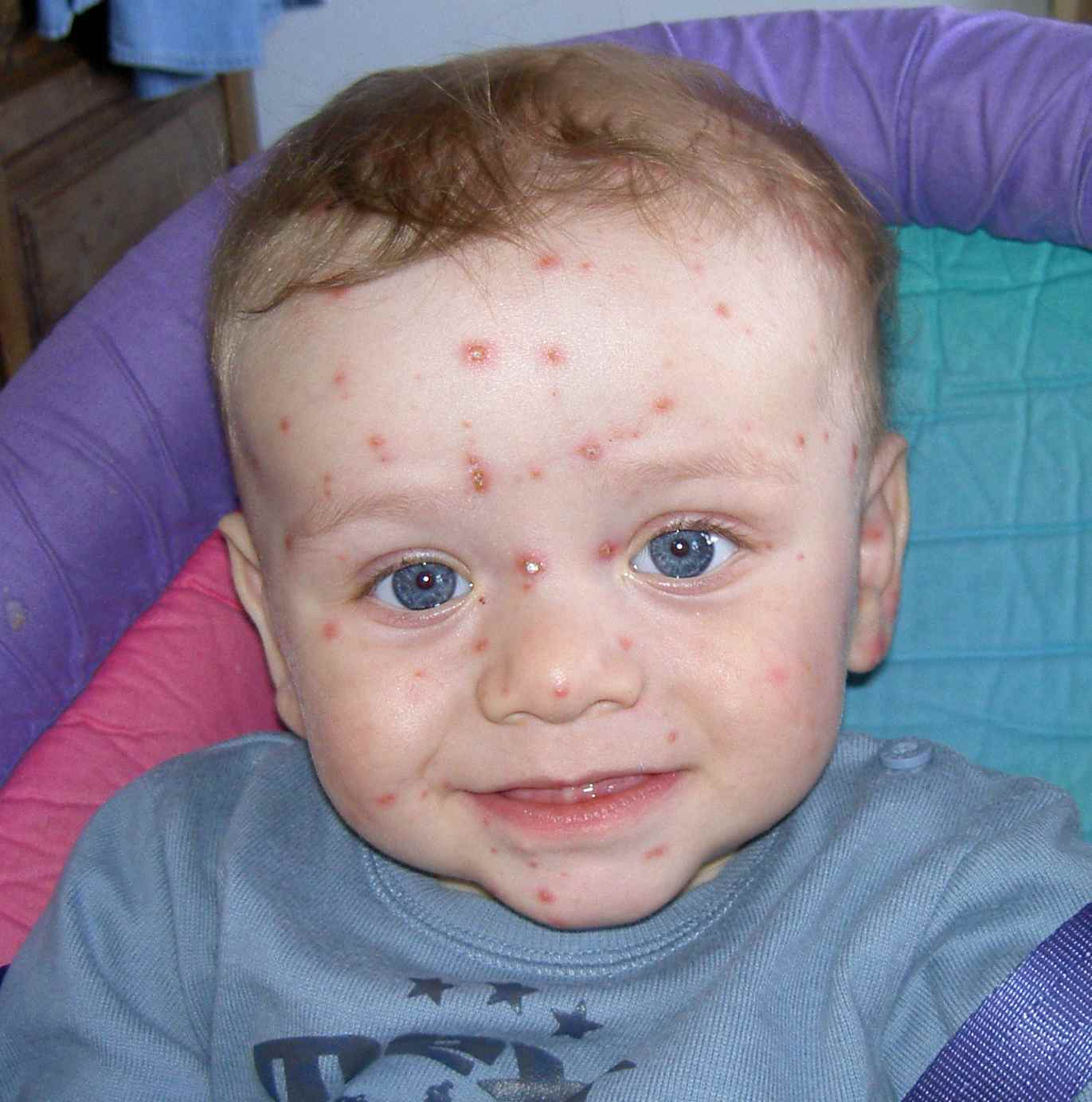
Barn med vattkoppor.

Vattkoppor eller vattenkoppor (latin varicella) är en mycket smittsam sjukdom orsakad av ett virus (varicella zoster-virus).
Man smittas genom luftburen droppsmitta eller genom kroppskontakt med en smittbärare. Inkubationstiden är 2–3 veckor, vanligast 14–16 dagar. Tiden som man smittar varar från någon dag före och upp till en vecka sedan man har fått blåsor. Först när alla blåsor är uttorkade och läkta så har man livslång immunitet mot sjukdomen. Det finns dock fall som visar att man kan få det igen.

## Symptom
Ibland har man feber någon dag innan man drabbas av kraftigt kliande röda prickar som övergår i blåsor. Dessa utslag visar sig först på bålen och därefter i ansiktet och sist på armar och ben. Även slemhinnor, munhåla, öron, ögonlock och könsorgan kan drabbas.  
Efter 1–2 dagar övergår blåsorna till skorpor samtidigt som nya blåsor kontinuerligt uppstår under ytterligare 3–4 dagar. 
Symtomen är i regel mildare ju yngre patienten är. Eftersom den som haft vattkoppor blir immun mot att drabbas av sjukdomen igen, anser vissa det önskvärt att barn får vattkoppor, så att de inte får sjukdomen senare i livet då symtomen i regel är värre. Det finns dock vaccin mot vattkoppor, som då även gör att man inte riskerar att få bältros.

## Graviditet
Om en gravid kvinna får vattkoppor under sista veckan av graviditeten eller under förlossningen kan det nyfödda barnet drabbas av vattkoppor, som då är livshotande för det.

## Bältros
Bältros är en sekundär infektion till vattkoppor, som bryter ut av vilande vattkoppsvirus som finns kvar i kroppen sedan man var sjuk. Det innebär att man måste ha haft vattkoppor tidigare i livet för att drabbas av bältros. En person som har haft vattkoppor kan inte bli smittad med bältros från ett barn med pågående vattkoppsinfektion, men ett barn kan däremot bli smittat med vattkoppor av en äldre person med bältros. Oftast bryter bältros ut efter man fyllt 50, men små barn som får vattkoppor kan redan under barndomen drabbas av bältros.
Den bakomvarande orsaken till att bältros bryter ut tros vara att skyddet mot VZV blir allt sämre med tiden. Detta är en naturlig process som beror på att immunförsvarets minnesceller har en begränsad livslängd. Detta är orsaken till att det framför allt är hos äldre bältros bryter ut. Av samma anledning är även immunosupprimerade och immundefekta patienter drabbade i högre utsträckning.